# BharatBenz

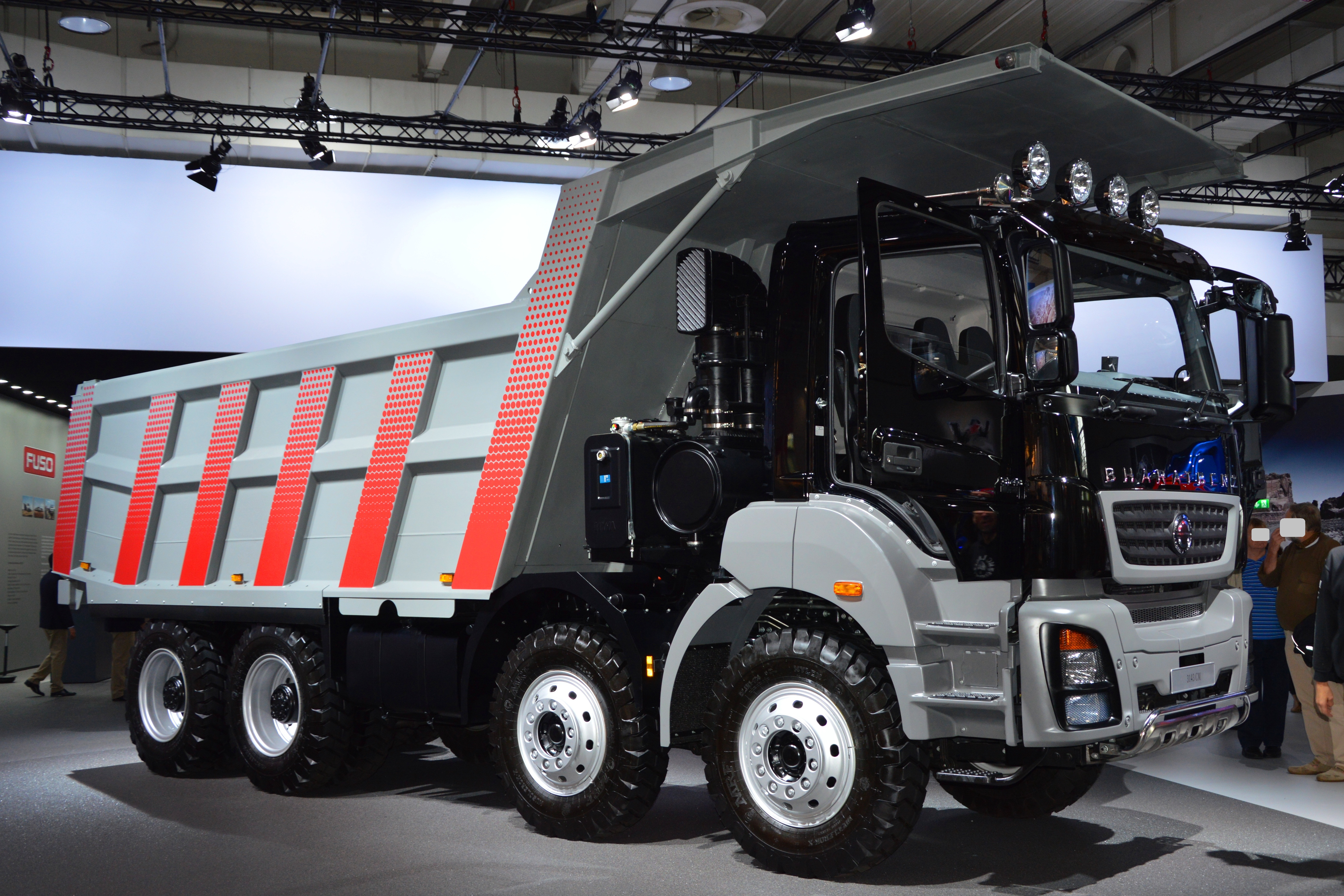
Bharat-Benz-Muldenkipper auf der IAA 2014

BharatBenz ist eine Nutzfahrzeugmarke der Daimler Truck AG, die speziell für den indischen Markt entwickelt wurde. Die Fahrzeuge werden in Chennai im Süden des Landes produziert. Der erste Lastwagen lief am 21. Juni 2012 vom Band; seit 2015 werden auch Busse gefertigt.

## Geschichte
Daimler bzw. das Vorgängerunternehmen Daimler-Benz verkauft bereits seit Jahrzehnten Nutzfahrzeuge in Indien. Die überwiegend in Deutschland hergestellten Fahrzeuge gelten dort jedoch als Spitzentechnologie-Produkte, die sich nur in geringen Stückzahlen auf den durch besondere Bedingungen gekennzeichneten Markt absetzen lassen. Am 5. April 2006 wurde daher konzernintern beschlossen, angemessene Nutzfahrzeuge für den wachsenden indischen Markt zu entwickeln. Zunächst bemühte sich Daimler, einen adäquaten Kooperationspartner vor Ort zu finden. 
2008 wurde ein Joint Venture mit dem indischen Konzern Hero Honda Motors, einem der größten Motorradhersteller der Welt, geschlossen, der den Aufbau einer Produktion von Nutzfahrzeugen beinhaltete. Dieser Vertrag wurde jedoch 2009 überraschend wieder aufgelöst.
Daher gründete Daimler das Tochterunternehmen Daimler India Commercial Vehicles Pvt., das in Chennai, einer Stadt im Bundesstaat Tamil Nadu, ein eigenes Werk auf einem rund 160 Hektar großen Betriebsgelände baute. Bei der Erschließung des Geländes wurde das Unternehmen von der halbstaatlichen State Industries Promotion Corporation of Tamil Nadu Ltd. (SIPCOT) unterstützt. Zudem fördert die Regierung des Bundesstaates die Ansiedlung von Unternehmen, beispielsweise durch die Verbesserung der Infrastruktur.
Das neue Werk wurde im April 2012 fertiggestellt, am 26. September wurden die ersten Fahrzeuge ausgeliefert. Im Juli 2013 wurde der 5000. LKW, im April 2014 das 10.000. Fahrzeug produziert.
Anfang 2014 erhielt Daimler India für die Baureihen des BharatBenz den Apollo CV Award als Nutzfahrzeughersteller des Jahres, vergeben vom führenden indischen Nutzfahrzeugmagazin. Die Auszeichnung würdigt vor allem den Einfluss des Unternehmens auf die Modernisierung der gesamten indischen Lastwagenindustrie, die nach wie vor von technisch überholten Modellen des Marktführers Tata dominiert wird.
Im Jahr 2015 wurden 14.000 Fahrzeuge produziert, im gleichen Jahr begann die Fertigung von Bussen. Die am Standort Chennai produzierten Fahrzeuge werden auch in ausgewählten Exportmärkten Afrikas, Asiens und Lateinamerikas, teilweise unter dem Markennamen Fuso angeboten.

## Wirtschaftliches Umfeld
In Indien werden jährlich rund 300.000 neue Lastkraftwagen verkauft; damit gilt das Land weltweit als drittgrößter Lkw-Markt. Dieser wird weitgehend von den nationalen Herstellern Tata Motors (2012 rund 65 Prozent Marktanteil), Ashok Leyland (rund 21 Prozent) und VE Commercial Vehicles (Volvo/Eicher-Motors-Joint-Venture) (rund 10 Prozent) beherrscht. Ausländische Hersteller wie Hino, Tatra und KAMAZ weisen einen nur geringen Fahrzeugabsatz auf.
Daimler India Commercial Vehicles plant eine Produktion von zunächst jährlich 36.000 BharatBenz-Nutzfahrzeugen. Um sich den Absatz- und Marktentwicklungen jederzeit anpassen zu können, ist das Werk auf eine Produktionskapazität von 70.000 Fahrzeugen jährlich ausgelegt.
Wegen der erheblich günstigeren Produktionskosten – vor allem wegen der geringeren Lohnkosten – verursacht die Herstellung eines Lastkraftwagens in Indien im Ergebnis rund ein Drittel weniger Kosten als in Deutschland. Marktbeobachtern zufolge beträgt das Gehalt eines Arbeiters in der indischen Automobilindustrie rund ein Zehntel des Gehalts eines deutschen Kollegen bei gleichzeitig um eine Stunde längerer täglicher Regelarbeitszeit. Das Gehalt eines in der Forschungs- und Entwicklungsabteilung beschäftigten Ingenieurs liegt rund sechzig Prozent unter deutschem Niveau. Gleichwohl sollen die BharatBenz-Fahrzeuge rund neun Prozent teurer sein als die Fahrzeuge der Mitbewerber, jedoch im Kraftstoffverbrauch rund zehn Prozent effizienter.

## Lokale Anforderungen an die Fahrzeuge
Indien verfügt über rund 3,3 Millionen Kilometer Straßen, davon ist jedoch nur die Hälfte asphaltiert. Selbst die National Highways sind nicht durchgehend asphaltiert; zudem weisen auch die asphaltierten Strecken häufig erhebliche Straßenschäden auf. Darüber hinaus sind die State Highways und viele rangniedrigere Straßen zum Teil nur einspurig. Diese Single track roads erfordern bei Gegenverkehr ein rasches Ausweichen in das Gelände abseits der befestigten Straße. Zudem ist es in Indien üblich, Fahrzeuge ohne Rücksicht auf zulässige Nutzlasten massiv zu überladen.

All dies stellt besondere Anforderungen an Lastkraftwagen wie etwa extrem stabile Leiterrahmen. Weitere Komponenten wie schwere, robuste Achsen und wenig komfortable Blattfedern (semi-elliptic leaf) (hier Foto) an der Hinterachse führen zu Fahrzeugen, die in dieser Zusammenstellung in Europa nicht mehr verkäuflich wären. Zudem erfordern die landestypischen Besonderheiten, dass eine eventuelle Panne markenunabhängig von jedem örtlichen Mechaniker ohne elektronische Diagnosesysteme behoben werden kann. Auch dies erfordert eine einfache Bauweise ohne ausgefeilte Technik.
Die katastrophalen Verkehrsverhältnisse in indischen Großstädten erlauben meist nur Schritttempo. Alle Light Duty Trucks sind daher mit einer komfortablen Anfahrfunktion (smooth acceleration) ausgestattet, die ein ruhiges Anfahren erlaubt. Auch das Innere der Fahrzeugkabinen ist an indische Verhältnisse angepasst; so bestehen die Oberflächen der Sitze aus pflegeleichtem, abwaschbarem Hartplastik.

## Modelle

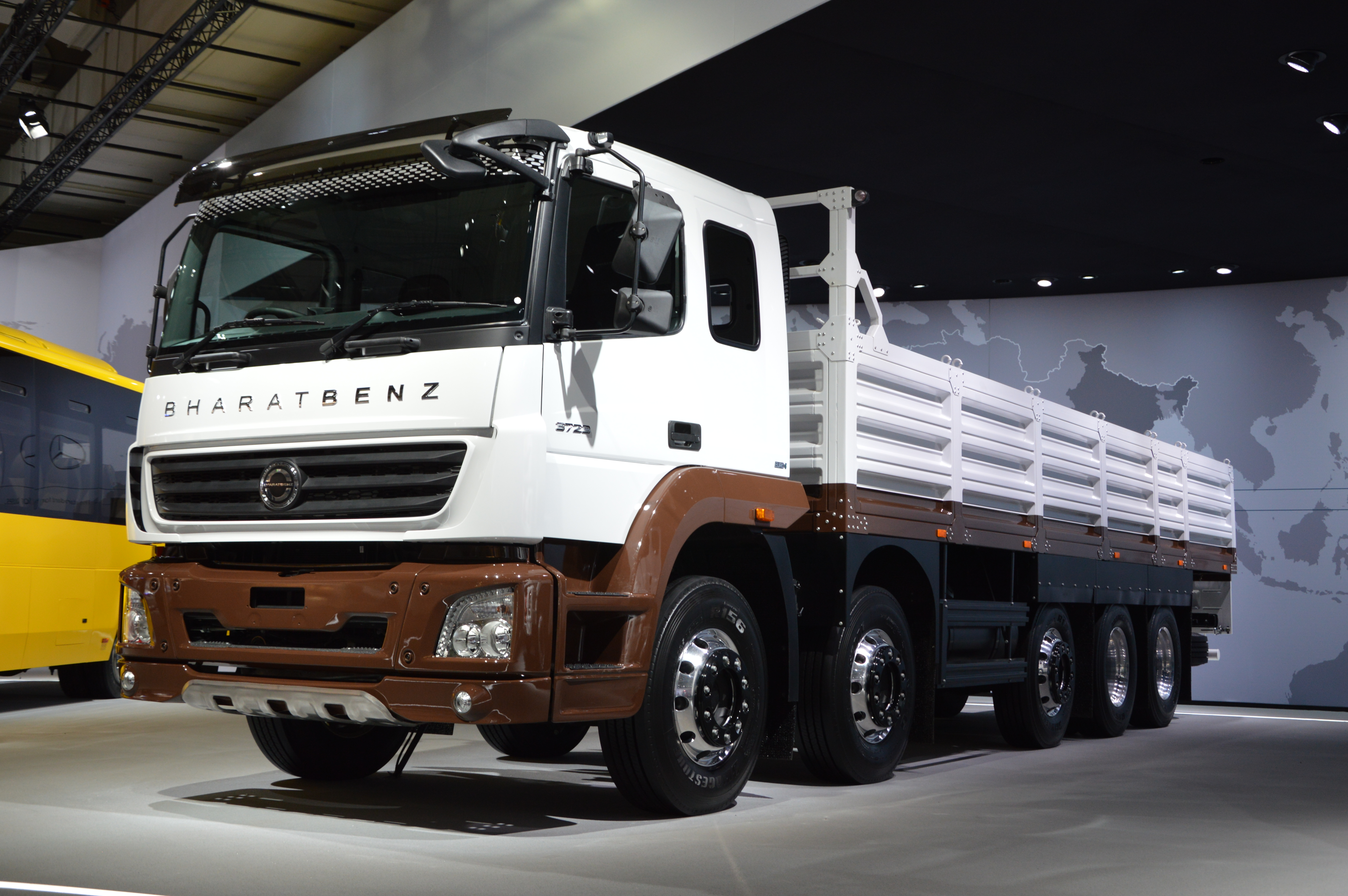
BharatBenz Heavy-Duty Haulage 3723

Das Modellprogramm umfasst leichte Nutzfahrzeuge (Medium-Duty Trucks), schwere Lastkraftwagen (Heavy-Duty Trucks), Muldenkipper und Sattelzugmaschinen. Alle Fahrzeuge erfüllen die indische Abgasnorm Bharat Stage 4 (BS 4), die weitgehend der ehemaligen europäischen Norm Euro IV entspricht.

### Heavy-Duty Truck
Die schweren BharatBenz mit den Typbezeichnungen Heavy-Duty Haulage 1617, 2523, 3123 und 3723 entsprechen hinsichtlich Führerhaus und Motorisierung der in Deutschland nicht mehr angebotenen ersten Baureihe des Mercedes-Benz Axor. Sie werden mit verschiedenen Aufbauvarianten – und auch ohne Aufbau – und mit bis zu fünf Achsen mit einem zulässigen Gesamtgewicht von 16 bis 37 t angeboten. Entsprechend den lokalen Anforderungen wurden die Achsen sowie der Leiterrahmen erheblich verstärkt. Die Baureihe 3123 weist einen Sechszylinder-Reihenmotor mit Pumpe-Düse-Direkteinspritzung und einer Leistung von 170 oder 205 Kilowatt (230 bzw. 280 PS) auf. Mit dieser Motorisierung übersteigen die Fahrzeuge landesübliche Maßstäbe. Das Führerhaus enthält ein einfaches, aber – gegenüber den örtlichen Mitbewerbern – großzügig ausgelegtes Klappbett.

### Medium-Duty Truck

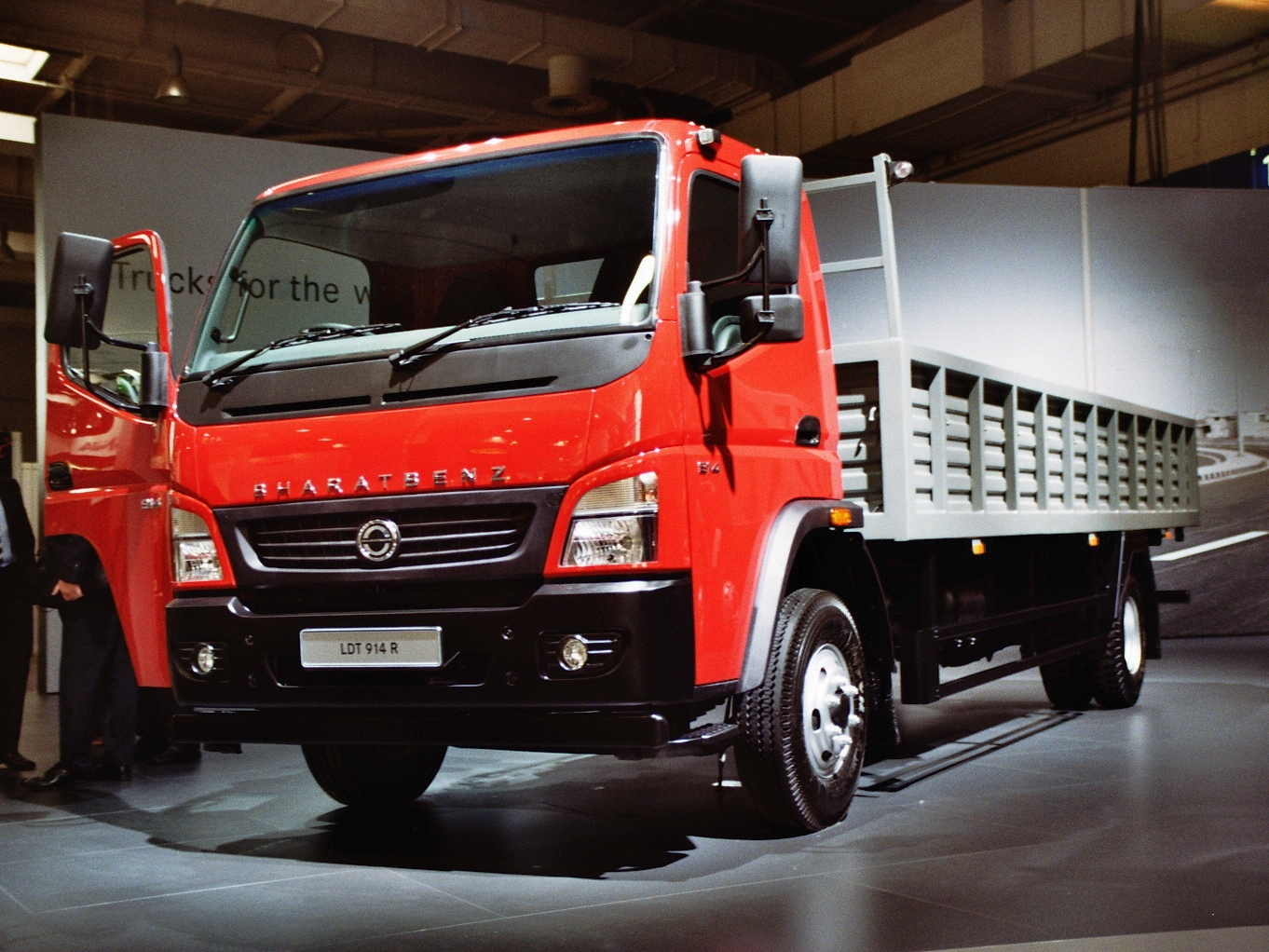
BharatBenz Medium-Duty Haulage 914 R

Die leichteren Fahrzeuge mit den Typbezeichnungen Medium-Duty Haulage 914 und 1214 entsprechen hinsichtlich Führerhaus und Motor weitgehend dem Mitsubishi Fuso Canter und Mitsubishi Fusō Fighter. Sie werden mit verschiedenen Aufbauten mit zulässigen Gesamtgewichten zwischen 9,6 und 15 Tonnen angeboten; die Komponenten sind jedoch für ein höheres Gesamtgewicht ausgelegt.

### Muldenkipper
Muldenkipper werden in Gewichtsklassen von 11 bis 31 t zulässigem Gesamtgewicht mit zwei, drei oder vier Achsen angeboten. Die angetriebenen Hinterachsen sind mit Sperrdifferential ausgerüstet. Der leichteste Muldenkipper, das Modell 1217 (13 t) erhielt die Auszeichnung Commercial Vehicle Innovation of the Year 2013; er gilt als der erste indische Muldenkipper in dieser Gewichtsklasse.

### Zugmaschinen
Auch die mit zwei oder drei Achsen angebotenen Zugmaschinen basieren auf dem Fahrgestell des Mercedes-Benz Axor und haben eine Leistung bis zu 205 kW. Das zulässige Gesamtgewicht mit Sattelauflieger beträgt je nach Ausführung 40 oder 49 t.

### Busse
Seit 2015 werden auch einfache Reisebusse und Schulbusse gefertigt. Die Aufbauten werden in Kooperation mit dem nordirischen Busproduzenten Wrightbus montiert.

## Sonstiges
In der Fachpresse wird die Alliteration BharatBenz als Marketingidee bewertet, die vom Begriff her indischer scheint als die Namen der heimischen Hersteller, wie etwa Ashok Leyland. Bharat ist in mehreren Sprachen des Landes die Bezeichnung für Indien.